# Alex Cross
Cet article concerne le personnage fictionnel. Pour le film, voir Alex Cross.
Pour les articles homonymes, voir Cross.
Alex Cross est le personnage principal d'une série de romans de James Patterson, également plusieurs fois adaptés au cinéma.
Alex Cross vit et travaille principalement dans le quadrant de Southeast à Washington, DC. Il travaille dans la division Homicides de la Metropolitan Police Department of the District of Columbia (MPD). Il travaillera un temps comme agent « senior » du FBI. Après cela, il retourne à la pratique de la psychologie dans le secteur privé tout en restant consultant pour le FBI et le MPD.

## Biographie
Son père meurt de son alcoolisme un an après que sa mère est morte d'un cancer du poumon. À l'âge de neuf ans, Alex est alors envoyé à Washington pour vivre avec sa grand-mère, qu'il appelle « Nana Mama ».
Il étudie ensuite à l'Université Johns-Hopkins à Baltimore et décroche un doctorat en psychologie. Après son diplôme, il travaille comme ouvrier agricole itinérant pendant un an. Il ouvre ensuite un cabinet privé de psychologue pendant deux ans. Il décide finalement de devenir policier après avoir été désabusé par la politique de la communauté médicale.
Alex Cross entre alors dans la police. De plus, outre son mépris de la communauté médicale, les gens de son quartier n'avaient pas les moyens de se payer ses services, et les blancs ne voulaient pas d'un « psy noir ». Sa première affaire est le meurtre de deux hommes, qu'il connaissait, tués dans le sud-est de Washington et liés au trafic de drogue local. Après cette affaire, il quitte définitivement le cabinet privé.
Cross fréquente souvent les volontaires de la paroisse St Anthony. Son partenaire dans la police, John Sampson, y est également volontaire. Sampson surnomme Cross « Sugar » alors que Cross l'appelle « Man-Mountain » ou « Two-John ». Ils sont amis depuis l'âge de 10 ans.

### Famille
Il a eu trois enfants, Damon, Janelle « Jannie » et Alex Jr. « Ali ». Sa femme Maria Simpson Cross, assistante sociale, a été assassinée. Alex a eu Damon et Jannie avec Maria. Il a eu Alex Jr. avec son ex-fiancée Christine Johnson. Alex Jr. vient ensuite vivre avec Alex, Nana et les enfants.

### Personnalité
Dans les romans de Patterson, Alex Cross est un homme plein d'espoir, raisonnable, et ressentant beaucoup d'émotions profondes. Il est un père modèle et tout à fait ouvert à autrui. Malgré le fait qu'il soit instruit et mène une vie convenable, il veut vivre dans le quadrant Southeast du district, qui n'est pas le mieux fréquenté. Il est très impliqué dans la communauté, et se porte souvent volontaire à la paroisse de St. Anthony de son quartier.
Il joue du piano pour se relaxer. Dans le film Le Masque de l'araignée, il construit des maquettes de bateaux pour passer le temps.

### Voitures
Dans les romans, il conduit une Porsche de 1974. Il achète une Mercedes-Benz R350 pour remplacer la Toyota de sa femme, qui sert de voiture familiale.

### Animal
Il possède un chat Abyssin nommé Rosie.

### Ennemis

#### Le Loup (The Wolf)
Il y a en réalité plusieurs ennemis de Cross surnommés Le Loup. À l'exception de Klara Lodge, ils ont tous des caractéristiques communes : ils sont russes, assez grands, bien bâtis, forts et agiles, des truands dans la Mafia Rouge et anciens membres du service des renseignements du KGB.
- Dans Grand méchant loup, Pasha Sorokin est considéré comme étant Le Loup. Il utilise de nombreux pseudonymes dont Ari Manning, un homme d'affaires de Tel Aviv basé à Miami. Cross enquête sur ses agissements dont la contrebande humaine et le trafic d'esclaves sexuels. Cross tente d'appréhender également les associés de Sorokin comme le Potier (Homer O. Taylor) et le Sterling (Lawrence Lipton). Sorokin est finalement arrêté dans son hôtel particulier, mais nie qu'il est le Loup. Tandis que Sorokin est en détention préventive, le ou les associés du Loup tuent le Sterling et le reste de la famille Lipton à Dallas. En route pour le tribunal, le convoi de police transportant Sorokin est pris dans une embuscade. Un truand russe, aussi connu comme le Loup, fait sauter Sorokin avec un lance-roquette pour empêcher ce dernier de trahir leur organisation.
- Dans Sur le pont du loup, Le Loup menace de bombarder New York, Londres, Paris, Francfort et Tel Aviv si une importante rançon ne lui est pas livrée. Il bombarde une petite ville au Nevada pour prouver sa motivation. Il y a trois individus qui sont alors surnommés le Loup :
  - Un suspect pouvant être le Loup utilise la chirurgie faciale pour échapper au NYPD, mais pendant une poursuite, il est tué par Cross en essayant de sauter d'un toit à un autre.
  - Le deuxième « Loup » est Klara Lodge, la veuve tchèque du responsable de Scotland Yard, Martin Lodge, qui retient en otage la famille de Cross pour assurer qu'elle reçoit bien l'argent de la rançon, qu'elle veut l'utiliser pour arrêter les autres « Loups ».
  - Cross apprend plus tard que le vrai Loup est Anton Christyakov, qui a été recruté par le directeur de la C.I.A. Thomas Weir et amené de Russie en 1990. Christyakov a été transporté en Angleterre pour rencontrer des agents, dont Martin Lodge. Christyakov a été alors déplacé à Paris, où il a été réuni avec sa famille. Cependant, sa famille a été tuée quand leur maison a explosé en 1994. Christyakov a alors rendu la C.I.A. pour responsable. Christyakov est connu pour serrer dans sa main une balle de caoutchouc noire, que son fils lui avait donné, à chaque fois qu'il est fâché ou bouleversé. Quand Cross rencontre Tolya Bykov, l'homme à la tête de la Mafiya Rouge, il remarque un des gardes du corps serrant une balle en caoutchouc noire. Alex le regarde obstinément et le poursuit. Il parvient à l'arrêter mais Le Loup se suicide en prenant une pilule de cyanure. Alex récupère la balle comme trophée.

#### Le Furet (the Weasel)
Geoffrey Shafer, surnommé le Furet, est un Colonel de l'Armée britannique qui a ensuite travaillé au MI6, puis a été diplomate pour l'ambassade britannique à Washington, DC. Dans Le Jeu du furet, il renonce à son immunité diplomatique pour passer en justice pour le meurtre de l'inspecteur Patsy Hampton et est acquitté. Il échappe à Cross dans les Bahamas et retourne en Angleterre pour assassiner sa femme Lucy. Dans Sur le pont du loup, Shafer s'installe à Salvador au Brésil mais il est attrapé par « le Loup » qui l'oblige à travailler pour lui, pour tuer Cross. À Londres, Cross parvient à éliminer Shafer.

#### Le Cerveau (The Mastermind)
Le Cerveau, l'ancien agent du FBI Kyle Craig, est l'ennemi juré, la « Némésis » d'Alex Cross. Il était un ami proche d'Alex pour lequel il a travaillé pour résoudre de grandes affaires, y compris l'enlèvement de sa nièce (dans Et tombent les filles). Le Cerveau est d'abord présenté dans Rouges sont les roses comme le responsable d'une série de délits locaux impliquant des vols et des meurtres. À la fin du roman, l'associée d'Alex est violée et assassinée et le lecteur est mis au courant que Kyle Craig est le Cerveau. Dans Noires sont les violettes, Alex Cross découvre son identité. Après une confrontation physique, Kyle est arrêté et incarcéré dans une prison de haute sécurité dans le Colorado. Alex lui rend souvent visite pour le consulter pour certaines affaires, jusqu'à ce qu'il s'échappe finalement (dans En votre honneur). Dans Cross Fire, Craig se fait passer pour l'agent de FBI Max Seigel et se fait assigner sur une affaire avec Cross. Après la résolution de l'affaire, Craig décide d'aller voir la famille de Cross sur la plage. À la fin, il se tue en tirant sur un réservoir d'oxygène qui explose.

#### Le Boucher
Michael Sullivan, surnommé « Le Boucher », est un meurtrier-kidnappeur. Dans le film Alex Cross, il est clairement établi qu'il est le tueur de Maria, l'épouse d'Alex Cross, mais il n'en est rien dans l'ouvrage La lame du boucher, la version originale. En effet, la fin du livre nous apprend que l'assassin de Maria est James Galati, surnommé « Hats », ami d'enfance du Boucher.

## Œuvres dans lesquelles le personnage apparaît

### Romans

#### SérieAlex Cross
1. Le Masque de l'araignée, Jean-Claude Lattès, 1993 ((en) Along Came a Spider, 1993)Réédition Le Livre de poche, 1995
Cross tente de retrouver 2 enfants kidnappés par Gary Soneji.
2. Et tombent les filles, Jean-Claude Lattès, 1995 ((en) Kiss the Girls, 1995)Réédition Pocket, 1997
Cross lutte contre les tueurs en série Casanova et The Gentleman Caller, qui « collectionnent » les jolies femmes, dont Naomi, la nièce de Cross.
3. Jack et Jill, Jean-Claude Lattès, 1997 ((en) Jack & Jill, 1996)Réédition Pocket, 1998
Cross enquête sur trois tueurs, dont un tuant des enfants.
4. Au chat et à la souris, Jean-Claude Lattès, 1999 ((en) Cat and Mouse, 1997)Réédition Pocket, 2000
Cross retrouve Gary Soneji et enquête sur un autre tueur, M. Smith.
5. Le Jeu du furet, Jean-Claude Lattès, 2001 ((en) Pop Goes the Weasel, 1999)Réédition Pocket, 2003
Cross est opposé à Geoffrey Shafer, un tueur disposant d'une immunité diplomatique.
6. Rouges sont les roses, Jean-Claude Lattès, 2002 ((en) Roses Are Red, 2000)Réédition Pocket, 2004
Cross enquête sur un criminel qui se surnomme « le Cerveau » et qui commet de sanglants braquages.
7. Noires sont les violettes, Jean-Claude Lattès, 2004 ((en) Violets Are Blue, 2001)Réédition Pocket, 2006
Cross enquête sur des personnes vouant un culte aux vampires et découvre l'identité du Cerveau.
8. Quatre souris vertes, Jean-Claude Lattès, 2005 ((en) Four Blind Mice, 2002)Réédition Pocket, 2007
Cross et John Sampson enquêtent sur des tueurs de soldats de la Guerre du Viêt Nam.
9. Grand méchant loup, Jean-Claude Lattès, 2006 ((en) The Big Bad Wolf, 2003)Réédition Le Livre de poche, 1995
Cross, désormais au FBI, tente d'appréhender un tueur russe surnommé « le Loup ».
10. Sur le pont du loup, Jean-Claude Lattès, 2007 ((en) London Bridges, 2004)Réédition Le Livre de poche, 2009
Cross essaye d'arrêter Le Loup une fois pour toutes, mais ce dernier a enrôlé le Furet, Geoffrey Shafer, pour l'aider à stopper Cross[5].
11. Des nouvelles de Mary, Jean-Claude Lattès, 2008 ((en) Mary, Mary, 2005)Réédition Le Livre de poche, 2010
Cross est sur les traces de Mary Smith, une tueuse psychopathe visant des stars hollywoodiennes.
12. La Lame du boucher, Jean-Claude Lattès, 2010 ((en) Cross, 2006)Réédition Le Livre de poche, 2012
Cross a quitté le FBI pour ouvrir un cabinet de psychologue privé. Il essaye cependant, avec John Sampson d'arrêter le Boucher, un violeur en série d'une façon ou d'une autre connecté au meurtre de Maria, la femme de Cross.
13. En votre honneur, Jean-Claude Lattès, 2011 ((en) Double Cross, 2007)Réédition Le Livre de poche, 2013
Cross rejoint le MPD comme un consultant spécial de la brigade criminelle et aide John Sampson et Brianna la Pierre pour stopper un tueur en série ayant un gout spécial de la mise en scène, et en probable connexion au Cerveau.
14. La Piste du tigre, Jean-Claude Lattès, 2012 ((en) Cross Country, 2008)Réédition Le Livre de poche, 2014
Cross se rend en Afrique pour enquêter sur la mort d'un vieil ami, mort après avoir été roués de coup. Il découvre alors des liens entre les gouvernements américain et africain...
15. (en) Alex Cross's Trial, 2009Écrit avec Richard DiLallo (en).
Cross écrit un roman basé sur les expériences de son grand-oncle Abraham Cross, qui en 1906 a travaillé avec l'avocat Ben Corbett (sur l'ordre de Président Theodore Roosevelt) pour examiner le lynchage de citoyens Noirs par le Ku Klux Klan à Eudora, dans le Mississippi.
16. Moi, Alex Cross, Jean-Claude Lattès, 2013 ((en) I, Alex Cross, 2009)Réédition Le Livre de poche, 2015
Cross est impliquée dans l'enquête de la mort d'un parent, qui le mène dans un monde de fantaisie et la violence. Tout mène à un meurtrier brutal connu seulement comme Zeus, ayant des connexions à la Maison Blanche.
17. Tirs croisés, Jean-Claude Lattès, 2014 ((en) Cross Fire, 2010)Réédition Le Livre de poche, 2016
Cross essaye de capturer un sniper qui assassine des politiciens corrompus. Au milieu de l'enquête, le « Cerveau » refait surface.
18. Tuer Alex Cross, Jean-Claude Lattès, 2015 ((en) Kill Alex Cross, 2011)Réédition Le Livre de poche, 2017
Les deux enfants du Président des États-Unis ont été enlevés. Alors qu'il a assisté à la scène, Cross mène l’enquête. Mais dans l'ombre, quelqu'un utilise la C.I.A., le FBI et les Services secrets pour l'arrêter et l'impliquer dans l'affaire.
19. (en) Merry Christmas, Alex Cross, 2012
20. Cours, Alex Cross, Jean-Claude Lattès, 2016 ((en) Alex Cross, Run, 2013)Réédition Le Livre de poche, 2018
21. Cross, cœur de cible, Jean-Claude Lattès, 2017 ((en) Cross My Heart, 2013)Réédition Le Livre de poche, 2019
22. Dernière chance pour Alex Cross, Jean-Claude Lattès, 2019 ((en) Hope to Die, 2014)Réédition Le Livre de poche, 2020
23. Justice pour Cross, Jean-Claude Lattès, 2020 ((en) Cross Justice, 2015)Réédition Le Livre de poche, 2022
24. Alex Cross va trop loin, Jean-Claude Lattès, 2021 ((en) Cross The Line, 2016)Réédition Le Livre de poche, 2023

- Cross Kill, Le Livre de poche, 2017 ((en) Cross Kill, 2016)Disponible uniquement sous format électronique
- Inspecteur Cross, Le Livre de poche, 2017 ((en) Detective Cross, 2017)Disponible uniquement sous format électronique

1. Alex Cross seul contre tous, Jean-Claude Lattès, 2022 ((en) The People vs. Alex Cross, 2017)Réédition Le Livre de poche, 2024
2. Cible : Alex Cross, Jean-Claude Lattès, 2023 ((en) Target: Alex Cross, 2018)Réédition Le Livre de poche, 2025 (à paraître le 19 novembre 2025)
3. Criss Cross, Jean-Claude Lattès, 2024 ((en) Criss Cross, 2019), trad. Béatrice Roudet-Marçu, 320 p.  (ISBN 978-2-7096-6537-7)
4. (en) Deadly Cross, 2020
5. (en) Fear No Evil, 2021
6. (en) Triple Cross, 2022
7. (en) Cross Down, 2023
8. (en) Alex Cross Must Die, 2024

- Alex Cross, Le Livre de poche, 2020Contient les tomes 1 à 5

#### SérieAli Cross
1. (en) Ali Cross, 2019
2. (en) Like Father Like Son, 2021
3. (en) The Secret Detective, 2022

### Films

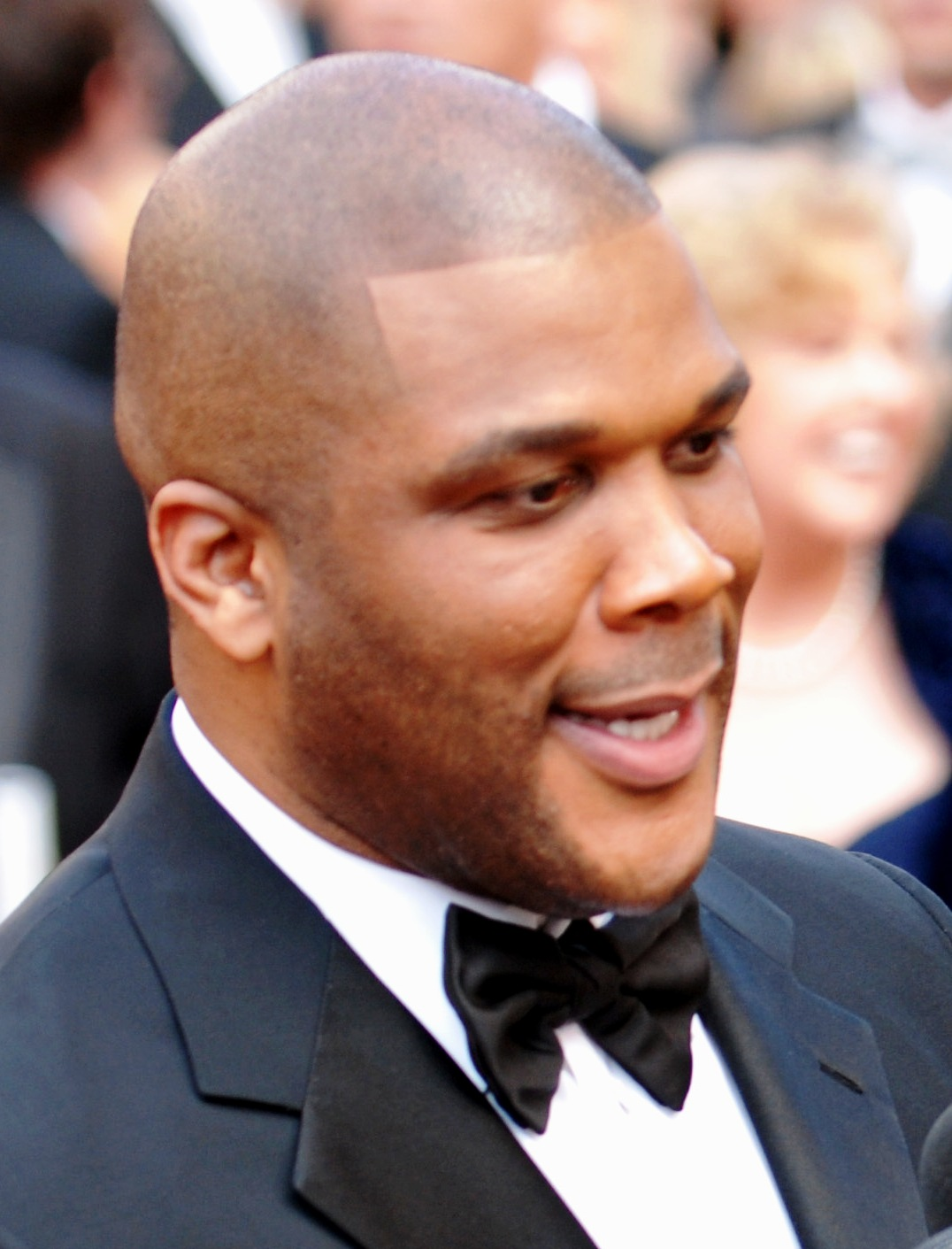
Tyler Perry interprète le personnage dans Alex Cross

- 1997 : Le Collectionneur (Kiss the Girls) de Gary Fleder, interprété par Morgan Freeman
Adaptation du roman Et tombent les filles
- 2001 : Le Masque de l'araignée (Along Came a Spider) de Lee Tamahori, interprété par Morgan Freeman
Adaptation du roman Le Masque de l'araignée
- 2012 : Alex Cross de Rob Cohen, interprété par Tyler Perry
Adaptation du roman La Lame du boucher

### Série télévisée
- 2024 : Cross, interprété par Aldis Hodge